# Шахсенем і Гаріб
«Шахсенем і Гаріб» — радянський художній фільм-історична драма 1963 року, знятий режисером Тахіром Сабіровим на кіностудії «Туркменфільм».

## Сюжет
Про трагічне кохання Гаріба, сина шахського полководця Анакурбана, і Шахсенем, дочки шаха. Батьки поклялися одне одному поєднати долі дітей, проте шахиня після смерті чоловіка змінила свої плани щодо шлюбу дочки.

## У ролях
- Д. Моллаєва — Шахсенем
- Курбан Аннакурбанов — Гаріб
- Аннагуль Аннакулієва — шахіня, мати Шахсенем
- Сабіра Атаєва — Абадан
- Ахмат Маліков — Шавелед
- Оразмухамед Хаджимурадов — Езберх-Ходжа
- З. Зеленкевич — Гюль-Нагаль
- Куллук Ходжаєв — осавул
- Гульчехра Джамілова — подруга Шахсенем

## Знімальна група
- Режисер — Тахір Сабіров
- Сценаристи — Віктор Віткович, Караджа Бурунов
- Оператор — Ібрагім Барамиков
- Композитор — Едуард Хагагортян
- Художники — Джебраїл Азімов, А. Подкай